# Vicent Guasch Tur
Vicent Guasch Tur (Ibiza, Baleares, 21 de septiembre de 1934 - Barcelona, 9 de febrero de 2013) fue un político español del Partido Popular, alcalde del municipio de Santa Eulalia del Río de forma ininterrumpida durante veintiocho años (1979-2007), siempre con mayoría absoluta. Durante su alcaldía llevó a cabo diferentes reformas y construcciones que ayudaron a las mejoras de infraestructura y lugares sociales y culturares.

## Títulos y reconocimientos
- Premio Ramon Llull otorgado por el Gobierno de las Islas Baleares en 2013 (a título póstumo).[3]
- Hijo Predilecto de Ibiza 2013 otorgado por el Consejo Insular de Ibiza (a título póstumo).[4]
- Medalla de Oro del Municipio de Santa Eulalia del Río 2013 (a título póstumo).[5]